# Тьяцци (спутник)
Тьяцци — естественный спутник Сатурна. Его открытие было объявлено Скоттом Шеппардом, Дэвидом Джуиттом и Дженом Клина 8 октября 2019 года из наблюдений, проведённых в период с 12 декабря 2004 года по 22 марта 2007 года. Постоянное название ему было присвоено в августе 2021 года. 24 августа 2022 года он был официально назван в честь Тьяцци, ётуна из скандинавской мифологии. Он сын Альвальди и похитил богиню Идунн, которая охраняла яблоки богов.
Диаметр Тьяцци — около 4 км, большая полуось —  23 764 800 км, период обращения — 1361,5 земных суток, обращается вокруг Сатурна с прямым направлением под наклоном 161,5° к плоскости эклиптики, эксцентриситет орбиты — 0,417.